# 安吉斯特里
安吉斯特里（直译：「鱼钩」），是希腊阿提卡大區岛屿专区的市镇。市镇面积为13.4平方公里，2021年人口数量为1,131人。
此市镇包括安吉斯特里岛及周边小岛。安吉斯特里岛上有三个村庄（迈加洛霍里、斯卡拉、利梅纳里亚）。